# Monjafkeh
Monjafkeh (persiska: منجفکه) är en ort i Iran.   Den ligger i provinsen Khuzestan, i den centrala delen av landet, 400 km söder om huvudstaden Teheran. Monjafkeh ligger 768 meter över havet och antalet invånare är 251.
Terrängen runt Monjafkeh är varierad. Runt Monjafkeh är det ganska tätbefolkat, med 56 invånare per kvadratkilometer. Närmaste större samhälle är Jangeh, 10,3 km nordost om Monjafkeh. Omgivningarna runt Monjafkeh är i huvudsak ett öppet busklandskap.